# 小行星311999

从 1600 到 2500年相对于太阳和火星的动画
太阳•
2007 NS2•
火星

2007 NS2是一顆位於火星後方60度的L5點上的一顆小行星。

## 發現、軌道和物理特徵
2007 NS2是在2997年7月14日被薩拉天文台（Observatorio Astronómico de La Sagra）發現的。它的軌道特徵是低離心率（0.054），中等程度的軌道傾角（18.6º）和1.52天文單位的軌道半長軸。發現之後，被小行星中心歸類為穿越火星者。它目前的軌道（2013年3月）是依據跨越4,800天弧長中的87次測量決定的。2007 NS2的絕對星等是17.8，依據特徵推斷它的直徑是870米。

## 火星特洛伊和軌道演化
Jean Meeus在2012年確認了Reiner Stoss在MPC資料庫中從1998年起的軌道分析，懷疑2007 NS2是一顆火星的特洛伊小行星。在2012年確認它是火星洛特伊的成員之一。最近的計算確認這是一顆位於L5的穩定火星特洛伊，有著週期1,310年、振幅14º的擺動。在所有已知的火星特洛伊，它有著相對於火星差距最小的半長軸，只有0.000059天文單位。

## 起源
長期的數值積分顯示它的軌道在數十億年的時間尺度下是非常穩定的。如同(5261)  尤里卡，計算顯示無論在45億年前或45億年後，2007 NS2仍是原始的天體，或許它是在太陽系的早期歷史中，在類地行星誕生與形成範圍內倖存的微行星。

## 火星特洛伊
L4 ：
- (121514) 1999 UJ7

L5 ：
- (5261) 尤里卡
- (101429) 1998 VF31
- 2001 DH47
- (311999) 2007 NS2
- 2011 SC191
- 2011 UN63

候選者：
- 2011 SL25

## 外部連結
- NASA JPL小天體瀏覽器上的2007 NS2
- http://www.minorplanetcenter.net/db_search/show_object?object_id=2007+NS2 （页面存档备份，存于） data at MPC.
- 2007 NS2 data at AstDyS-2.